# آلبرتو ریف
آلبرتو ریف (انگلیسی: Alberto Reif; ۱۴ اکتبر ۱۹۴۶ – ۱۵ اکتبر ۲۰۱۲) بازیکن فوتبال اهل ایتالیا بود.
از باشگاه‌هایی که در آن بازی کرده‌است می‌توان به باشگاه فوتبال هلاس ورونا، باشگاه فوتبال اینتر میلان، باشگاه فوتبال آ.اس. رم، باشگاه فوتبال آتالانتا، باشگاه فوتبال ویچنزا، باشگاه فوتبال ناپولی، و باشگاه فوتبال اسپال اشاره کرد.